# Nejkrásnější ženská ve městě
Nejkrásnější ženská ve městě (angl. The Most Beautiful Woman in Town & Other Stories) je sbírka povídek amerického spisovatele Charlese Bukowského, která vyšla v roce 1988 (první vydání už v r. 1983).
Povídky byly původně součástí velmi rozsáhlé sbírky Erection, Ejaculation, Exhibition and General Tales of Ordinary Madness, která vyšla v nakladatelství City Lights Press v roce 1972 a později byla rozdělena do dvou sbírek.

Sborník obsahuje rozmanité, většinou přibarvené povídky včetně těch nejkontroverznějších.
Témata sbírky: alkoholismus / barový život, násilí, sex, bezútěšná existence na okraji společnosti.
Varování: některé texty obsahují morbidní náměty.
Česky knihu vydalo nakladatelství Argo v roce 2007. Na překladu se podíleli Bob Hýsek, Martina Knápková, Michala Marková a Martin Svoboda. Povídky „Blonďatá píča“, „Bílej plnovous“ a „Vražda Ramóna Vásqueze“ vyšly česky i samostatně roku 2012 v bilingvním vydání s názvem Odbarvená píča (nakladatelství Argo).

## Obsah
- Nejkrásnější ženská ve městě (The Most Beautiful Woman in Town) – přeložil Robert Hýsek. Cass byla nejmladší a nejkrásnější z pěti sester. Každý chlap po ní slintal, jak byla nádherná. Byla také velmi vnímavá a citlivá, ale to už mužské plemeno nezaregistrovalo. Dokázala malovat, modelovat z hlíny, ráda tancovala a soucítila s ostatními. Dětství strávila v klášteře. V baru West End se seznámí s jedním ohyzdným chlápkem. Baví se spolu, když vtom Cass vytáhne z kabelky dlouhou jehlici a propíchne si nos. Ptá se chlápka, jestli se mu pořád líbí. Trápí ji, že ji lidé posuzují jen podle krásy – chlapi ji chcou dostat do postele a ženské na ni žárlí. Chlápek jí rozumí, ale sebepoškozování jí vymlouvá. Odejdou spolu k němu a stráví spolu příjemný večer. Po půlroce se opět setkají, to už má Cass jizvu na krku po pokusu o sebevraždu a dělá prostitutku. Stráví spolu noc a další den si vyjdou na pláž, cítí se spolu dobře. Když jí ale chlapík nabídne společné bydlení, ona odmítne. Za týden se jde podívat do baru, jestli ji tam nenajde, ale barman mu řekne, že spáchala sebevraždu. Chlápek lituje, že ji nepřemluvil ke společnému životu.
- Kid Stardust (Kid Stardust on the Porterhouse) – přeložil Robert Hýsek. Týpek, který se představuje jako Kid Stardust vypráví o své pracovní zkušenosti v masokombinátu. Odváží na rampu těžká kolečka šunky, nosí na zádech rozporcované býčky a zažívá zlomyslnosti spolupracovníků, kteří jen čekají na to, až to vzdá…
- Zážitky z texaskýho bordelu (Life in a Texas whorehouse) – přeložil Robert Hýsek. Nejmenovaný hrdina příběhu přijíždí do Texasu, dostane nejlepší pokoj v bordelu, odmítne ženskou, v baru se nechá napálit a přistane mu jedna za ucho, hledá dívku, která s ním jela v autobuse, obtěžujou ho z novin, rozdá si to s černoškou, nachází dívku, která s ním jela v autobuse, ve stejném baru se už nenechá napálit a stejně mu přistane druhá za ucho, odjíždí do New Orleans.
- Patnáct centimetrů (Six Inches) – přeložil Robert Hýsek. Henry se seznámil na firemním večírku se Sárou a dali se dohromady. Harry, podnikový řidič, jej varuje, aby si s ní nic nezačínal, je to prý čarodějnice, dostala už dva chlápky – Mannyho a Lincolna. Henry mu nevěří. Časem ho Sára začne nutit, aby zhubl. Henry to považuje za projev lásky a tak hubne, ale zároveň se i zmenšuje…
- Šukací mašina (The Fuck Machine) – přeložil Robert Hýsek. Von Brashlitz, zajatý německý vědec z druhé světové války (Operace Paperclip) byl naverbován Američany do programu výzkumu vesmíru. Jenže on vymyslel a sestrojil něco jiného – šukací mašinu. Ta byla pro vesmírný program prd platná a tak ho z výzkumu vyšoupli s měsíční rentou 500 babek. Von Brashlitz se uhnízdil v baru U Tonyho, kde ji nabízí za dvacet babek za číslo. Řekl jsem si, že to prubnu. Indián Majk se taky přidal. Dojdu tam a koukám jak vyjevený. Malý úchylně vypadající týpek mi představuje mladou holčičku. Tanya je prý jeho dceruška a zároveň šukací mašina. Nemůžu uvěřit, kůže, jazyk, všechno jak živý. A v posteli – lepší jízdu jsem nezažil! Na řadě je Indián Majk, ale Tanya si sedá mě do klína. Ptá se mě, jestli ji miluju. Říkám že jo. Ona mě prý taky. Ale na řadě je Majk.
- Nitroždímačka (The Gut-Wringing Machine) – přeložila Michala Marková. Danforth a Bagley mají kšeft, připravují pracovní sílu pro různé zaměstnavatele. Ždímají lidi ve ždímačce, která z nich vyplaví celou duši. Zůstane jen servilní a poddajný adept dokonale připravený na pohovor.
- 3 ženský (3 Women) – přeložila Michala Marková. Bukowskiho zážitky z doby, kdy žil s Jane Cooney Bakerovou.
- 3 kuřata (3 Chickens) – přeložila Michala Marková. Ještě jedna nadsazená historka s Jane Cooney Bakerovou.
- Deset stříkanců (Ten Jack-offs) – přeložila Michala Marková. Hold vzdaný Johnu Thomasovi, člověku, jenž Bukowskému nejednou poskytl útočiště a podporu v těžkých časech.
- Dvanáct lítajících opic, co neuměj pořádně souložit (Twelve Flying Monkeys Who Won't Copulate Properly) – přeložila Michala Marková. Problém s inspirací aneb Co vyrušuje spisovatele od práce.
- 25 odrbanejch vandráků (25 Bums in Rags) – přeložil Robert Hýsek. Chinaski žije s Kathy poklidný život, daří se mu vyhrávat na dostizích, popíjí pivo a víno a zbývá mu i trochu času na pěstění tulipánů. Poté, co prohraje 500 dolarů se rozhodne, že vezme brigádu – roznášku letáků. Jde do pracovní agentury v chudinské čtvrti, kde už čeká 25 odrbaných vandráků…
- Pár nekonin o koních (Non-Horseshit Horse Advice) – přeložil Robert Hýsek. Pár rad ohledně sázení na koně publikovaných původně ve sloupku losangeleského undergroundového časopisu Open City.
- Další koňská historka (Another Horse Story) – přeložil Robert Hýsek. A další historka z prostředí dostihového závodiště.
- Zrod, život a smrt undergroundového plátku (The Birth, Life and Death of an Underground Newspaper) – přeložil Robert Hýsek. Bukowského jedovatá parodie na losangeleský undergroundový časopis Open City, pro který dříve psal sloupky (vyšly souhrnně v knize Paměti starého chlapáka).
- Život a smrt na sociálním oddělení (Life and Death in the Charity Ward) – přeložila Michala Marková. Bukowského zkušenost z pobytu na nemocničním oddělení, kam byl převezen poté, co mu praskl žaludeční vřed.
- Den, kdy jsme se bavili o Jamesi Thurberovi (The Day We Talked About James Thurber) – přeložila Martina Knápková. Bukowski bydlí s Andrém, slavným francouzským básníkem, který se neomezuje a užívá si všeho, co se nabízí. Bukowski suší hubu a tiše závidí. Jednoho dne, kdy je sám v domě, zaklepe na dveře návštěva. Kluk s holkou si jej spletou s Andrém, Bukowski jim to nevymlouvá a pozve je dál, doufá, že i na něj zbude nějaký požitek.
- Všichni ti slavní literáti (All The Great Writers) – přeložila Martina Knápková. Henry Mason, vydavatel, má náročný pracovní den. V jeho kanceláři sedí sebevědomý James Burkett a snaží se jej přesvědčit, jak výjimečným spisovatelem je. Po něm se objeví Ainsworth Hockley, který má představu o povídce a chce za ni zálohu. Sekretářka Francine dráždí všechny příchozí svou krátkou sukní. Nechá se pozvat Masonem na oběd.
- Kopulující kalifornská mořská panna (The Copulating Mermaid of Venice, California) – přeložila Martina Knápková. Tony s Billem už nějakou dobu plánují ukrást mrtvolu. Když to uskuteční, doma v bytě zjistí, že ukradli mrtvolu mladé dívky. Tony se neovládne a začne jí líbat prsa a rty. Vzruší se a dopřeje si nejlepší soulož ve svém životě. Jde do koupelny a když se vrátí, vidí rozpáleného Billa dělat totéž. Jakmile skončí a uklidní se, vyvstane otázka: co teď s kopulující kalifornskou pannou?
- Trable s baterkou (Trouble with a Battery) – přeložila Martina Knápková. Krátká povídka o tom, jak se dá strávit čas, když se vybije baterie v autě.
- Svastika (Swastika) – přeložila Martina Knápková. Příběh o únosu amerického prezidenta a jeho záměně s dosud žijícím Adolfem Hitlerem.
- Politika je, jako byste zkoušeli ojet kočku do kaďáku (Politics is like Trying to Screw a Cat in the Ass) – přeložil Martin Svoboda. Bukowski reaguje na výzvu některého ze svých čtenářů, proč nepíše o politice – v odpovědi se zmiňuje o pádu amerického bombardéru s jadernými pumami na palubě do moře poblíž španělských břehů, o mlžení a odvádění pozornosti v tisku od události, o uměle vyvolávaném pocitu vlastenectví atd.
- Moje máma prdelatá (My Big-Assed Mother) – přeložil Martin Svoboda. Bukowski společně se dvěma ženštinami narušuje noční klid v podnájmu, spořádaní občané, kteří chtějí být vyspaní do zaměstnání, aby mohli vydělávat na své splátky a umořování dluhů neváhají volat policii.
- Romantickej románek (A Lovely Love Affair) – přeložil Martin Svoboda. Charley Serkin se vyskytl v New Orleans a je úplně na mizině. Blanchard ho zavede k Marii Glavianové, u níž Charley pár dní zůstane. Nemusí nic platit, Marie se k němu chová mile. Jemu nic nechybí, nestojí o každodenní pachtění se za ničím, stačí mu málo – čtyři stěny a nějaké to pivo a víno. Cítí však, že ulice si jej zanedlouho přitáhne zpátky…
- Kundu na každým prstě (All the Pussy We Want) – přeložil Martin Svoboda. Harry a Duke spolu popíjejí whisky a plánují levárnu. Jakmile jim dojde pití, zajdou si do obchůdku pro další. Cestou přiberou mladou Ginny. Na pokoji si Duke sundá kalhoty a skočí s Ginny do postele. Harry začíná litovat, že mu vůbec něco říkal.
- Začátečník (The Beginner) – přeložil Robert Hýsek. Povídka z prostředí dostihových závodů.
- Úchyl (The Fiend) – přeložil Robert Hýsek. Kontroverzní povídka o znásilnění malého děvčátka.
- Vražda Ramóna Vásqueze (The Murder of Ramon Vasquez) – přeložil Robert Hýsek. Další příběh plný násilí, dva mladíci navštíví bývalou hvězdu filmových pláten Ramóna Vasquéze a nechají se pozvat dál. Ramón netuší, co se ze sympatických hochů za chvíli vyklube…
- Kamarád z mokrý čtvrti (A Drinking Partner) – přeložil Robert Hýsek. Chinaski se po rozchodu s ženskou, který ho málem dostal, protlouká životem, jak se dá. Seznámí se s Jeffem a padnou si do noty. Obráží spolu bary, až jednoho dne Jeff vyprovokuje rvačku v čínské restauraci, když srazí pěstí těhotnou ženu ze schodů. Chinaski je znechucen.
- Bílej plnovous (The White Beard) – přeložil Robert Hýsek. Zážitky tří mladíků, které život svedl dohromady v jedné nejmenované arabské zemi.
- Blonďatá píča (A White Pussy) – přeložil Robert Hýsek. V mexickém lokále se Američan musí mít na pozoru před různými triky a fígly. Chinaski už je má ale přečtené...